# مسجد کربلایی صادق
مسجد کربلایی صادق مربوط به اواخر دوره قاجار - حدود ۱۲۰–۱۰۰ سال است و در کرمان، خیابان فتحعلیشاهی، کوچه شهید فخی (پامنار)، چهار کوچه اول، سمت چپ واقع شده و این اثر در تاریخ ۷ اسفند ۱۳۸۶ با شمارهٔ ثبت ۲۱۴۶۶ به‌عنوان یکی از آثار ملی ایران به ثبت رسیده است.